# Ove Gude

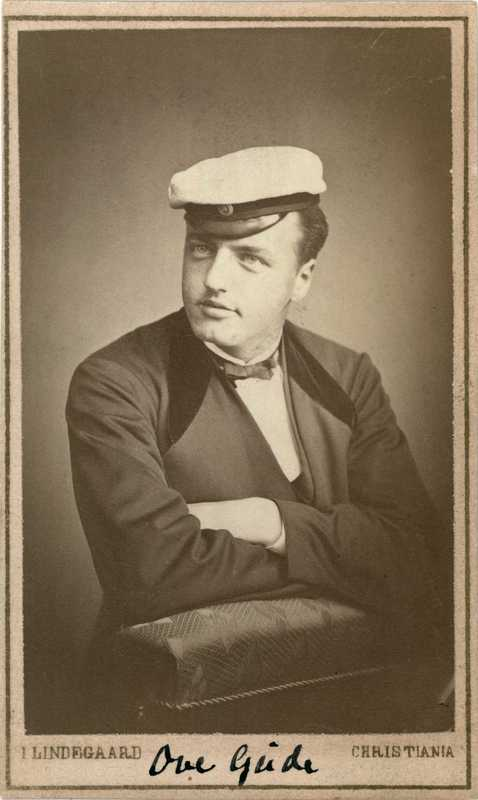
Ove Gude.

Ove Gude, född den 11 september 1853 i Düsseldorf, död den 1 juli 1910 i West Virginia, var en svensk-norsk diplomat. Han var son till Hans Gude och bror till Nils Gude. 
Gude blev juris kandidat i Kristiania 1876 och inträdde 1877 på den diplomatiska banan samt avancerade till legationssekreterare i Berlin 1884 och i London 1891. Gude blev 1897 envoyé i Madrid och 1902 i Köpenhamn. Efter unionsbrottet 1905 försattes han i disponibilitet. Han blev 1908 norskt sändebud i Washington. Gude avgick som minister i en särskild beskickning till Japan och Kina 1897–1898, för att utreda bästa sättet för ordnande av de förenade rikenas representation. Det av honom avgivna förslaget blev framlagt av regeringen och godkänt av riksdagen.